# Lijst van oorlogsmonumenten in Heusden
De Nederlandse gemeente Heusden heeft zes oorlogsmonumenten. Hieronder een overzicht.
| Nr.                             | Object                 | Herdachte groep                  | Ontwerper        | Onthulling           | Type            | Locatie                       | Plaats                                 | Coördinaten                   | Foto                   |
| ------------------------------- | ---------------------- | -------------------------------- | ---------------- | -------------------- | --------------- | ----------------------------- | -------------------------------------- | ----------------------------- | ---------------------- |
| 4575                            | Oorlogsmonument Drunen | geallieerden, burgerslachtoffers |                  | Dodenherdenking 1959 | plaquette       | Raadhuisplein 16, 5151JH      | Drunen                                 | 51° 41' 11" NB, 5° 7' 53" OL  | Oorlogsmonument Drunen |
| 654                             | Barmhartige Samaritaan | algemeen                         | Wilma Haffmans   |                      | beeld/sculptuur | Sint Catharinastraat, 5251 AR | Vlijmen                                | 51° 41' 36" NB, 5° 13' 8" OL  | Barmhartige Samaritaan |
| 770                             | Onderduikmonument      | geallieerde militairen           | P. Pouwels       |                      | gedenksteen     | Kerkstraat 39, 5154 AN        | Elshout                                | 51° 42' 5" NB, 5° 8' 12" OL   |                        |
| 3272                            | Herdenkingsmonument    | burgerslachtoffers               | F. van der Burgt | 1956                 | gedenksteen     | Pelsestraat 17, 5256 AT       | Heusden                                | 51° 44' 2" NB, 5° 8' 17" OL   | Herdenkingsmonument    |
| Dit oorlogsmonument op Wikidata | V-teken                | burgerslachtoffers               | Dumako uit Oss   | 2022                 | zuil            | Plein                         | Vlijmen                                | 51° 41' 42" NB, 5° 13' 10" OL |                        |
| Dit oorlogsmonument op Wikidata | Stolpersteine          | vervolgden Nederland             | Gunter Demnig    |                      | reliëf          |                               | Zie Lijst van Stolpersteine in Heusden |                               |                        |

Alphen-Chaam ·
Altena ·
Asten ·
Baarle-Nassau ·
Bergeijk ·
Bergen op Zoom ·
Bernheze ·
Best ·
Bladel ·
Boekel ·
Boxtel ·
Breda ·
Cranendonck ·
Deurne ·
Dongen ·
Drimmelen ·
Eersel ·
Eindhoven ·
Etten-Leur ·
Geertruidenberg ·
Geldrop-Mierlo ·
Gemert-Bakel ·
Gilze en Rijen ·
Goirle ·
Halderberge ·
Heeze-Leende ·
Helmond ·
's-Hertogenbosch ·
Heusden ·
Hilvarenbeek ·
Laarbeek ·
Land van Cuijk ·
Loon op Zand ·
Maashorst ·
Meierijstad ·
Moerdijk ·
Nuenen, Gerwen en Nederwetten ·
Oirschot ·
Oisterwijk ·
Oosterhout ·
Oss ·
Reusel-De Mierden ·
Roosendaal ·
Rucphen ·
Sint-Michielsgestel ·
Someren ·
Son en Breugel ·
Steenbergen ·
Tilburg ·
Valkenswaard ·
Veldhoven ·
Vught ·
Waalre ·
Waalwijk ·
Woensdrecht ·
Zundert